# Lygodium longifolium
Lygodium longifolium là một loài dương xỉ trong họ Lygodiaceae. Loài này được Willd. Sw. mô tả khoa học đầu tiên năm 1803.